# Gasiza (Cyanika)
Gasiza ist eine von sechs Zellen (Verwaltungseinheiten 4. Ebene) im Sektor Cyanika des Distrikts Burera in der Nordprovinz von Ruanda. Sie liegt auf einer Höhe von etwa 2290 m. Nachbarzellen sind im Norden Kabyiniro, im Osten Gisovu, im Südosten Gafumba, im Süden Cyahi und im Westen Buramba. Die Westseite von Gasiza liegt innerhalb des Vulkan-Nationalparks.